# NGC 5833
NGC 5833 é uma galáxia espiral (Sbc) localizada na direcção da constelação de Apus. Possui uma declinação de -72° 51' 32" e uma ascensão recta de 15 horas, 11 minutos e 54,1 segundos.
A galáxia NGC 5833 foi descoberta em 4 de Abril de 1835 por John Herschel.